# Marianne Myrsten
Eva Marianne Myrsten, född 3 oktober 1955 i Stockholm, är en svensk operasångerska (sopran).
Myrsten studerade vid Operastudio 67 och vid Statens Musikdramatiska Skola. Hon har gjort roller vid flera av Sveriges operascener, bland annat titelrollerna i Puccinis Madama Butterfly och Verdis Aida, Mimi i Puccinis La Bohème (vid Norrlandsoperan, föreställningen finns utgiven på cd), Donna Anna i Mozarts Don Giovanni,  Violetta i Verdis La traviata, fru Peachum i Weills Tolvskillingsoperan om Rosalinda i Johann Strauss d.y.:s Läderlappen.

## Filmografi
- 1983 – Carmen
- 1983 – Två killar och en tjej
- 1987 – Aida

## Teater

### Roller
| År   | Roll           | Produktion                                                                    | Regi            | Teater                             |
| ---- | -------------- | ----------------------------------------------------------------------------- | --------------- | ---------------------------------- |
| 1998 | Fru Peachum    | Tolvskillingsoperan (Die Dreigroschenoper) Bertolt Brecht och Kurt Weill      | Åke Sandgren    | Norrlandsoperan/ Ögonblicksteatern |
| 2010 | Fru Segerström | Sommarnattens leende (A Little Night Music) Stephen Sondheim och Hugh Wheeler | Tobias Theorell | Stockholms stadsteater             |